# Deutsches Modeamt
Das Deutsche Modeamt wurde am 7. Juni 1933 von der nationalsozialistischen Regierung des NS-Staates gegründet, um die deutsche Bekleidungs- und Modewirtschaft zentral zu steuern und ideologisch zu lenken. Noch im Spätsommer 1933 verlor es seinen offiziellen Status und ging in leicht veränderter Form als Deutsches Mode-Institut der NS-Zeit weiter (nicht zu verwechseln mit dem heutigen Deutschen Mode-Institut, das auf das 1928 gegründete Deutsche Institut für Herrenmode zurückgeht). Bis Kriegsende 1945 war diese Institution Teil der NS-Kultur- und Wirtschaftspolitik, mit dem Ziel, eine „eigenständige deutsche Mode“ zu fördern, ausländische – insbesondere französische – Einflüsse zurückzudrängen und jüdische Beteiligung auszuschließen.

## Gründung
Nach der Machtergreifung der NSDAP wurde das Deutsche Modeamt am 7. Juni 1933 formell ins Leben gerufen. Gründungsmitglieder waren: 1. Vorsitzender Theodor Oelenheinz, Sigmund von Weech, Hans Horst, sowie als Ehrenvorsitzende Magda Goebbels. Offiziell verstand sich das Modeamt als kulturpolitisches Instrument zur Förderung einer national geprägten Modeästhetik. Zu seinen Aufgaben zählten unter anderem:
- die Förderung einer eigenständigen „deutschen Mode“, die den „Charakter der deutschen Frau“ widerspiegeln und zugleich mit ausgewählten internationalen Modetrends vereinbar sein sollte,
- die Sicherstellung, dass sämtliche Modelle ausschließlich aus „deutschen Textilien“ und Materialien gefertigt wurden,
- die Organisation von Modeschauen, Ausstellungen und Öffentlichkeitskampagnen zur Stärkung der Nachfrage nach inländischen Produkten,
- sowie der Schutz geistigen Eigentums durch Richtlinien gegen das unrechtmäßige Kopieren von Designideen.

Auch wenn diese Aufgaben vordergründig kultureller Natur waren, stand die wirtschaftspolitische Dimension des Modeamts im Zentrum. Dies zeigte sich nicht nur in der strategischen Zielsetzung, sondern auch in der personellen und institutionellen Ausrichtung: Der erste Vorsitzende, Dr. Theodor Oelenheinz, hatte sich bereits 1922 mit dem Werk Das Recht der Erfindung im Patentrecht profiliert und galt damit als Experte des gewerblichen Rechtsschutzes in Deutschland. Darüber hinaus war mit der I.G. Farben ein führender Industriekonzern im Beirat vertreten – ein weiteres Indiz für die enge Verzahnung von Modepolitik und wirtschaftsstrategischen Interessen.

## Differenzen & Umwandlung zum DMI
Bei der ersten Stoffschau im Juli 1933 kam es zu heftigen Auseinandersetzungen: Jüdische Firmen waren trotz Boykottrufen an der Ausstellung beteiligt, was offenbar zum Rücktritt von Magda Goebbels als Ehrenvorsitzende führte; eine alternative Sichtweise erklärt ihren Rücktritt mit der Unzufriedenheit ihres Mannes Joseph Goebbels über ihre Aussage, dass der wenig elegante „Gretchen‑Typ“ in Deutschland vor dem Aus stehe, da er der offiziellen Parteilinie und der visuellen Propaganda zum Frauenbild im Dritten Reich widerspreche.
Im Spätsommer 1933 entzog die Reichsregierung dem Modeamt den Status als „Amt“; es wurde im September 1933 umfirmiert und reanimiert zum Deutschen Mode-Institut.

## Weitere Entwicklung und Ende des DMI
Die Modeschöpferin und Textil-Unternehmerin Emmy Schoch beworb sich 1933 erfolglos beim Deutschen-Modeamt. 1934 folgte eine zweite größere Modenschau, wie im Vorjahr unter Beteiligung von jüdischen Modeunternehmen, trotz des politischen Drucks hin zur "deutschen Mode". Im März 1936 übernahm Herbert Tengelmann den Vorsitz und leitete parallel die Wirtschaftsgruppen Bekleidungsindustrie sowie Textilindustrie unter der Reichsgruppe Industrie sowie die Adefa‑Arisierungs-Initiative. Unter Tengelmann zog das Institut um und spaltete sich in das politisch‑propagandistische DMI und die Mode‑Dienst GmbH für praktische, kommerzielle Aufgaben. Im Direktorium waren Hela Strehl, Wilhelm Hellmann, Otto Jung (Adefa-Vorstand). Vom Frühjahr 1936 – Ende 1937 wurde Hela Strehl mit Rückendeckung des Propagandaministeriums neue Geschäftsführerin, verließ das DMI jedoch am 31. Dezember 1937 nach Kritik an ihrer Informations‑ und PR‑Praxis. Am 1. April 1938 löste Hans Croon Tengelmann als Präsident ab, der sein erster Stellvertreter wurde. Ab 1940 leitete Maria May fortan die künstlerische Manufaktur-Abteilung und behielt diese Position bis mindestens Dezember 1944. Liquidationsgespräche begannen Anfang 1941; am 15. Oktober 1941 wurde das DMI als „Zentrale Modeleitung“ aufgelöst und die Manufaktur in die Wirtschaftsgruppe Textilindustrie überführt; am 3. Dezember 1943 erfolgte die Umbenennung in Textil‑Manufaktur e.V. Gemäß der Einschätzung der Historikerin Irene Guenther von der Universität Houston scheiterte das Deutsche Mode‑Institut, weil es bei unklarer Definition von „deutscher Mode“, finanzieller Priorität gegenüber kultureller Vision, internen Machtkämpfen und Rivalitäten zwischen Industrie und Verband nie in der Lage war, die verschiedenen Akteure zu einen oder einen eigenständigen, international anerkannten deutschen Modestil zu etablieren.

## Abgrenzung zum heutigen Deutschen Mode-Institut
Das heutige Deutsche Mode-Institut e. V. (DMI) in Köln, aus dem Deutschen Institut für Herrenmode hervorgegangen, ist nicht Nachfolger der NS‑Institution. Es fungiert als Wirtschaftsverband zur Vertretung der Interessen der deutschen Textil- und Modebranche in Politik, Wirtschaft und Öffentlichkeit.